# Gustavo Dezotti
Gustavo Abel Dezotti (* 14. února 1964, Monte Buey, Córdoba, Argentina) je bývalý argentinský fotbalový útočník a reprezentant.
Mimo Argentiny hrál v Mexiku, Itálii a Uruguayi.

## Klubová kariéra
Gustavo Dezotti většinu své fotbalové kariéry strávil v klubu CA Newell's Old Boys a byl součástí týmu, který vyhrál argentinskou nejvyšší soutěž Primera División v sezóně 1987/88.
Díky tomu se na něj upřela pozornost evropských klubů, v roce 1988 se Dezotti přesunul do Itálie, kde hrál za kluby Lazio Řím a US Cremonese. V roce 1994 odešel do Mexika, kde působil v týmech Club León a Club Atlas. Jeho posledním klubem byl uruguayský Defensor Sporting, v němž ukončil hráčskou kariéru v roce 1998.

## Reprezentační kariéra
V národním dresu Argentiny odehrál celkem 9 utkání a vstřelil jediný gól.
V průběhu Mistrovství světa ve fotbale 1990 odehrál 3 utkání. Ve čtvrtfinále proti Jugoslávii přišel v 89. minutě na hřiště, zápas dospěl až do pokutových kopů, Dezotti proměnil jako poslední argentinský hráč na 3:2 pro Argentinu.
Neslavným momentem Dezottiho kariéry bylo vyloučení v 87. minutě finále MS 1990 proti Západnímu Německu (Argentina prohrála 0:1). Byl druhým hráčem v historii fotbalu, jenž byl vyloučen ve finále Mistrovství světa, prvním byl v tomtéž finálovém utkání jeho spoluhráč Pedro Monzón (vyloučen v 65. minutě).